# Russische Badmintonmeisterschaft 2016
Die Russische Badmintonmeisterschaft 2016 fand vom 22. bis zum 25. November 2016 in Ramenskoje statt.

## Sieger und Platzierte
| Disziplin    | Gold                                  | Silber                                  | Bronze                             |
| ------------ | ------------------------------------- | --------------------------------------- | ---------------------------------- |
| Herreneinzel | Vladimir Malkov                       | Anatoliy Yartsev                        | Georgii Karpov                     |
| Herreneinzel | Vladimir Malkov                       | Anatoliy Yartsev                        | Sergey Sirant                      |
| Dameneinzel  | Evgeniya Kosetskaya                   | Natalia Perminova                       | Elena Komendrovskaja               |
| Dameneinzel  | Evgeniya Kosetskaya                   | Natalia Perminova                       | Ksenia Polikarpova                 |
| Herrendoppel | Konstantin Abramov Alexandr Zinchenko | Nikita Khakimov Anatoliy Yartsev        | Denis Grachev Evgeny Dremin        |
| Herrendoppel | Konstantin Abramov Alexandr Zinchenko | Nikita Khakimov Anatoliy Yartsev        | Rodion Alimov Pavel Kotsarenko     |
| Damendoppel  | Olga Morozova Anastasia Chervyakova   | Nina Vislova Evgenija Dimova            | Olga Arkhangelskaya Natalia Rogova |
| Damendoppel  | Olga Morozova Anastasia Chervyakova   | Nina Vislova Evgenija Dimova            | Ksenia Polikarpova Irina Khlebko   |
| Mixed        | Evgeny Dremin Evgenija Dimova         | Andrey Parakhodin Anastasia Chervyakova | Alexandr Zinchenko Olga Morozova   |
| Mixed        | Evgeny Dremin Evgenija Dimova         | Andrey Parakhodin Anastasia Chervyakova | Vitaliy Durkin Nina Vislova        |